# Сокіл ІІІ (Станиславів)
«Со́кіл ІІІ» Станиславі́в (пол. "Sokił III" Stanisławów) — футбольний клуб, заснований 1933 року в Станиславові (нині Івано-Франківськ) українською громадою міста. Учасник змагань першості Українського Спортового Союзу (УСС) та їх окружний чемпіон.

## Історія
Футбольну команду «Сокіл ІІІ» було організовано 1933 року, як окрему спортивну секцію однойменного сокільського гнізда з дільниці Бельведер, що в Станиславові. Основу новоствореного колективу складали як представники української громади цього міського кварталу, так і мешканці сусіднього Княгинин–села. Адміністративно-організаційні функції із забезпечення життєдіяльності команди виконував княгининський ремісник Яків Юрків.
Протягом всієї своєї спортивної історії футбольна дружина «Сокіл ІІІ» змагалася переважно в турнірах, які відбувалися під егідою крайового Українського Спортового Союзу. Дебютувавши 1933 року в чемпіонаті Станиславівської округи УСС, команда посіла 2–е місце. 
Наступний сезон 1934–го став найуспішнішим в недовгій біографії колективу. Футболісти з Бельведеру в запеклій боротьбі вибороли першість рідної округи серед 8 українських дружин, здолавши у двох вирішальних поєдинках свого традиційно принципового суперника і торішнього чемпіона «Вихор» (Ямниця). Далі на команду очікував фінальний турнір крайової зони «Схід», який 13-14 жовтня приймав Станиславів. У півфінальній зустрічі «Сокіл ІІІ» здолав опір «Пробою» з Городенки (1:0). Соколята, які грали в домашніх стінах, розглядалися фаворитами  вирішального матчу за звання чемпіона Станиславівщини проти рогатинської «Роксоляни». Однак несподівано для багатьох у фінальному протистоянні саме рогатинці наприкінці гри змогли схилити шальку терезів на власну користь — 2:1. 
У ході наступного футбольного сезону команда в чемпіонаті Станиславівської округи виступала вже не так вдало. Більше того, посеред турніру, після місцевого дербі проти земляків з УСК, «бельведерці» вчинили справжній демарш. З огляду, як їм видавалося, на упереджений арбітраж в згаданому матчі та незадовільну організацію першості загалом, керівництво колективу вирішило достроково припинити свою участь у змаганнях під проводом Українського Спортового Союзу.
Через відсутність в 1936–1937 роках належної організації краєвих та окружних першостей змагальна активність команди «Сокіл ІІІ» стрімко впала. Влітку 1937 року польська влада за антидержавну політику ліквідувала Український Спортовий Союз. Автоматично припинило свою діяльність багато крайових спортивних спільнот і клубів, які входили до спілки. І хоча спортивне товариство «Сокіл ІІІ» зберегло право на легальне існування, брак гідних спаринг–партнерів для його футбольної команди мав вкрай негативний вплив на її розвиток. Врешті подальша радянська анексія Західної України у вересні 1939–го остаточно поклала край діяльності сокільських спортивних осередків у Станиславові. 

## Досягнення
Чемпіонат Українського Спортового Союзу
- Чемпіон Станиславівської округи : 1934
- Віце-чемпіон крайової зони «Схід» : 1934